# Звід пам'яток історії та культури України
Звід пам'яток історії та культури України — енциклопедичне видання, у якому будуть представлені статті про основні пам'ятки археології, історії, архітектури і містобудування, монументального мистецтва. Скасоване 2013 року.
Задумано підготувати 28 томів «Зводу» — по тому кожної області, Автономної республіки Крим, містам Києву і Севастополю та українським пам'яткам зарубіжжя.

## Історія підготовки
Підготовка «Зводу» розпочалася за рішенням Ради Міністрів від 3 вересня 1982 року.
У 24 областях України, Автономній Республіці Крим, Києві і Севастополі почали діяти редакційні колегії та авторські колективи.
Сприяли підготовці томів «Зводу» Укази Президентів України щодо підготовки і видання «Зводу», видані у грудні 2000 і в листопаді 2007 років.

## Сьогоднішній день
На сьогоднішній день роботу з підготовки томів «Зводу» очолює Головна редакційна колегія на чолі з академіком В. Смолієм, Редакційна рада — на чолі з віце-президентом НАН України В. Литвином.
Науково-методичну допомогу здійснюють Інститути історії України, археології, мистецтвознавства, фольклористики та етнографії НАН України, архітектурні установи. Координує зусилля авторських колективів Центр підготовки «Зводу» пам′яток історії та культури України Інституту історії України НАН України.

## Методологія
Основним критерієм відбору пам'яток до цього унікального видання має бути їх значення для розкриття вирішальних етапів історичного, соціально-економічного та культурного розвитку України, процесу її становлення як незалежної держави. При підготовці «Зводу» приділяється увага всім історичним періодам, значимим явищам та персоналіям крізь призму пам'яток історії та культури. Це стосується також і тих сторінок української історії, котрі з ідеологічних міркувань не знайшли докладного й об'єктивного висвітлення за радянської доби. Так, на сторінках «Зводу» висвітлюються пам'ятки, пов'язані з функціонуванням Української Центральної Ради, Української Держави, Директорії тощо. Уважного ставлення потребують також пам'ятки, пов'язані з історією українського козацтва, Другою світової війною тощо. До енциклопедичного видання потрапляють імена невинно репресованих діячів, серед яких чимало визначних представників інтелігенції та інших.
Кожен том «Зводу» складатиметься з ґрунтовного вступу про історико-культурну спадщину області (міста), статей про окремі пам'ятки; буде багато ілюстрований, у ньому вміщуватимуться численні картографічні матеріали, плани, схеми. Обсяг тому в середньому становитиме від 100 і більше авторських аркушів. Деякі з томів складатимуться з кількох книг.

## Стан випуску матеріалів
Вийшли у світ 1, 2 і 3 частини першої книги Київ (1999, 2004, 2011). Відповідальний редактор тому — академік Петро Тронько, заступник відповідального редактора — професор В'ячеслав Горбик. Численним колективом авторів виявлено, обстежено та описано 2450 об'єктів історико-культурної спадщини міста. Це видання вже надає значну не тільки теоретичну, а й практичну допомогу науковцям, представникам державних структур та широкому колу людей, що цікавляться культурною спадщиною України.
Частково опрацьовано матеріали томів по містах Севастополю, Львову. Значні здобутки в підготовці томів по Київській, Хмельницькій, Сумській, Житомирській, Донецькій, Івано-Франківській, Херсонській, Чернівецькій, Чернігівській областях. Передовсім, це було обумовлено дієвою та конкретною підтримкою місцевих органів влади, які, незважаючи на фінансові труднощі, усвідомили значення «Зводу» пам'яток для збереження української культури.
Затримка з підготовкою та виходом «Зводу» перш за все пояснюється недостатнім фінансуванням, яке проводиться в значній мірі за рахунок місцевих бюджетів. Підготовка та вихід томів «Зводу» активізує пошукову роботу, виявлення пам'яток, піднімає їхнє збереження на новий рівень.
Наказом Держкомтелерадіо від 26.04.2013 № 82 "Про утворення державної наукової установи"Енциклопедичне видавництво" було постановлено припинити діяльність Державного підприємства "Всеукраїнське державне спеціалізоване видавництво «Українська енциклопедія» імені М. П. Бажана (ЄДРПОУ 05428286, як платник податків зареєстроване в ДПА Радянського району м. Києва № 054282826127) (далі — ДП "ВДСВ «Українська енциклопедія» імені М. П. Бажана) та Головної редакції Зводу пам'яток історії та культури України при видавництві «Українська енциклопедія» імені М. П. Бажана (ЄДРПОУ 16486192) (далі — Звід пам'яток) шляхом реорганізації у формі злиття та утворити на їх базі Державну наукову установу «Енциклопедичне видавництво» (далі — ДНУ «Енциклопедичне видавництво»).
18 грудня 2018 року в Харкові відбулася презентація першої книги Харківського тому про м. Куп'янськ і Куп'янський район.
11 березня 2020 року в Харківській області відбулася презентація другої книги [Архівовано 14 січня 2021 у Wayback Machine.] Харківського тому про м. Чугуїв і Чугуївський район.